# 고이아스
고이아스(포르투갈어: Goiás)는 브라질 중부 고이아스주에 있는 도시이다. 인구 24,472(2007).
고이아스 주 중앙부의 해발 500m 지점에 위치한다. 1727년 식민지 개척자들이 설립했으며, 18세기와 19세기의 골드 러시 시대에 번영을 누렸다. 또한 내륙 식민지 지역의 중심지였으며, 브라질 공화국 성립 후에는 고이아스 주의 주도였다. 그러나 금이 고갈된 데다가, 주도도 1937년 150km 떨어진 지점에 새로 건설된 고이아니아로 옮겨지면서 쇠퇴의 길을 걸었다. 그러나 전성기를 누렸던 시대의 화려한 건축물들이 잘 보존되어 있어 2001년 유네스코에서 이 곳을 세계문화유산으로 지정하였다. 이 도시는 구(舊)고이아스라는 뜻의 고이아스벨류(포르투갈어: Goiás Velho)라고도 부른다.

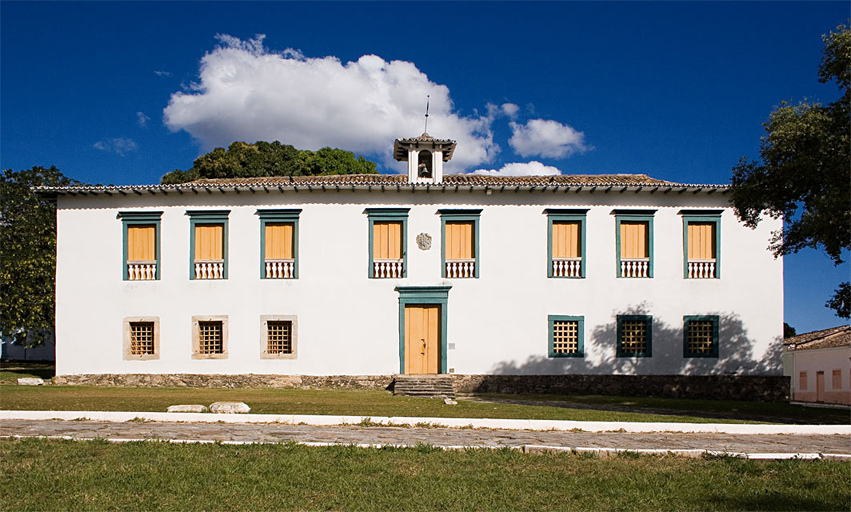
Antiga Casa da Câmara e Cadeia, atual MuBan
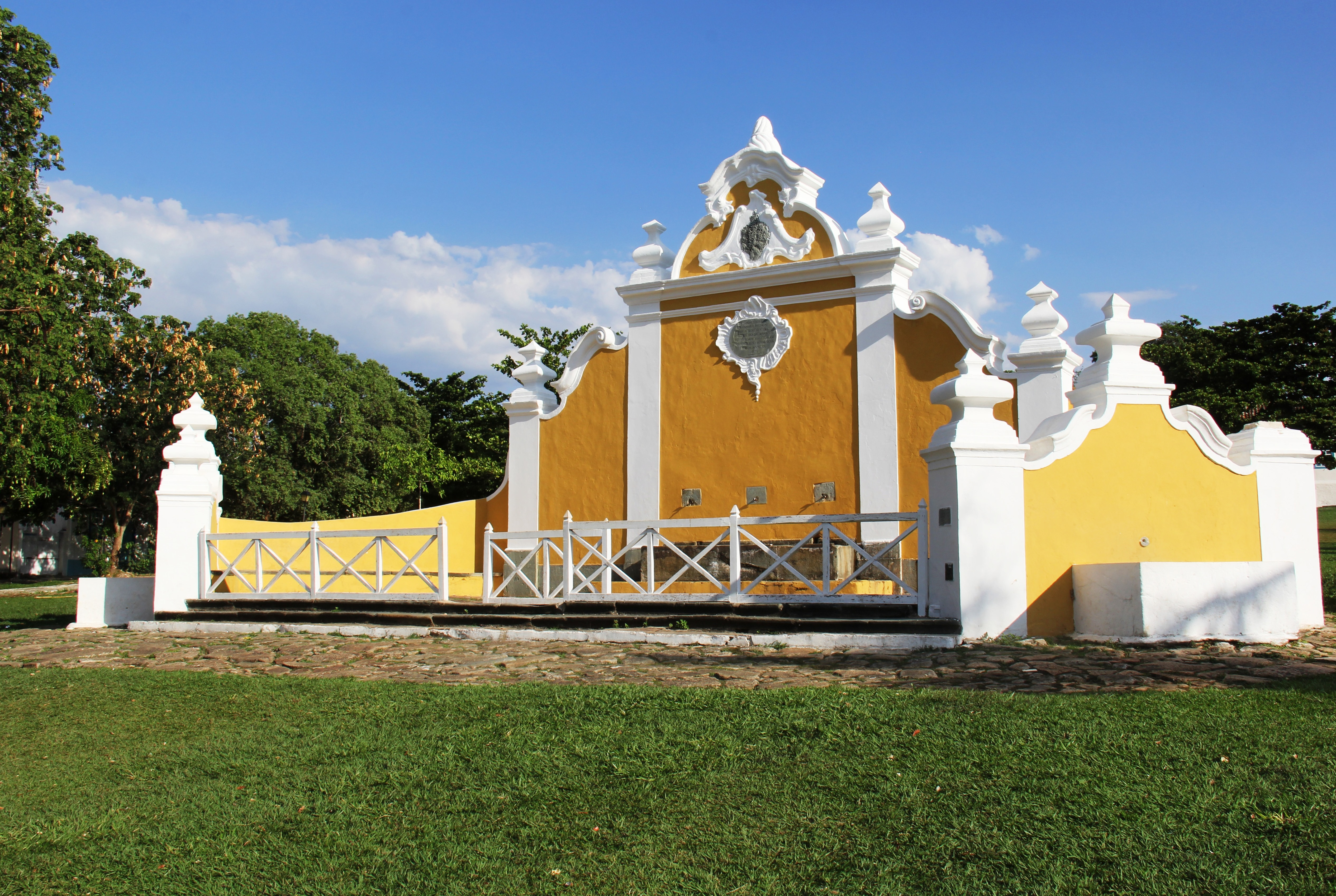
Chafariz de Cauda
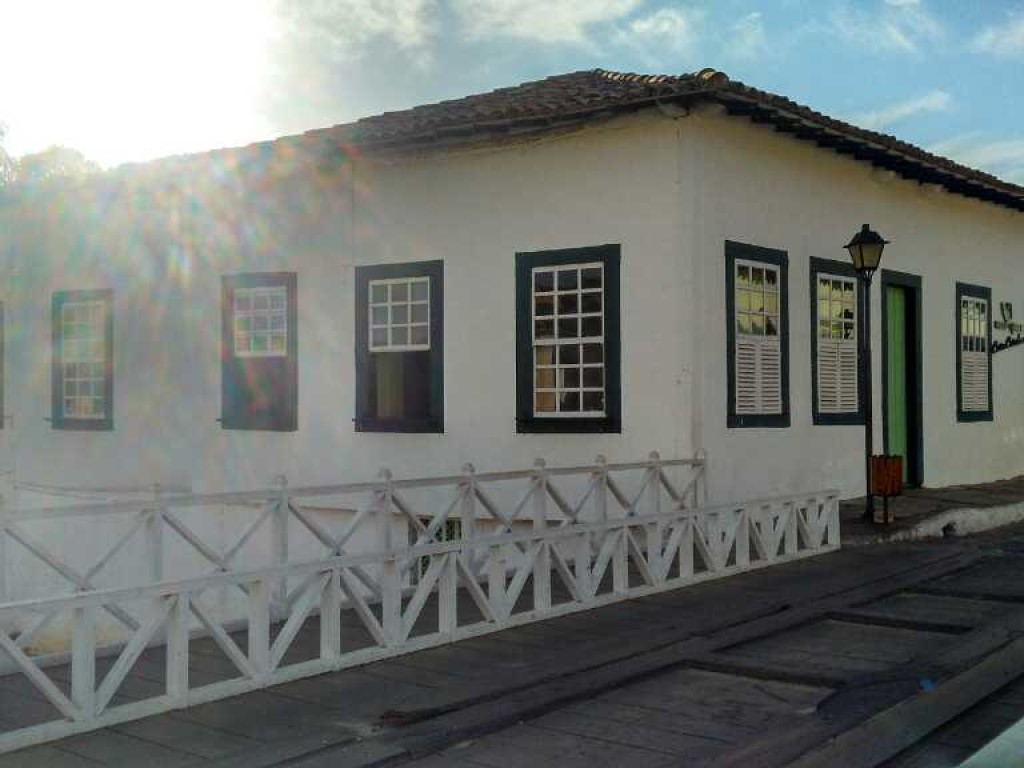
Casa de Cora Coralina
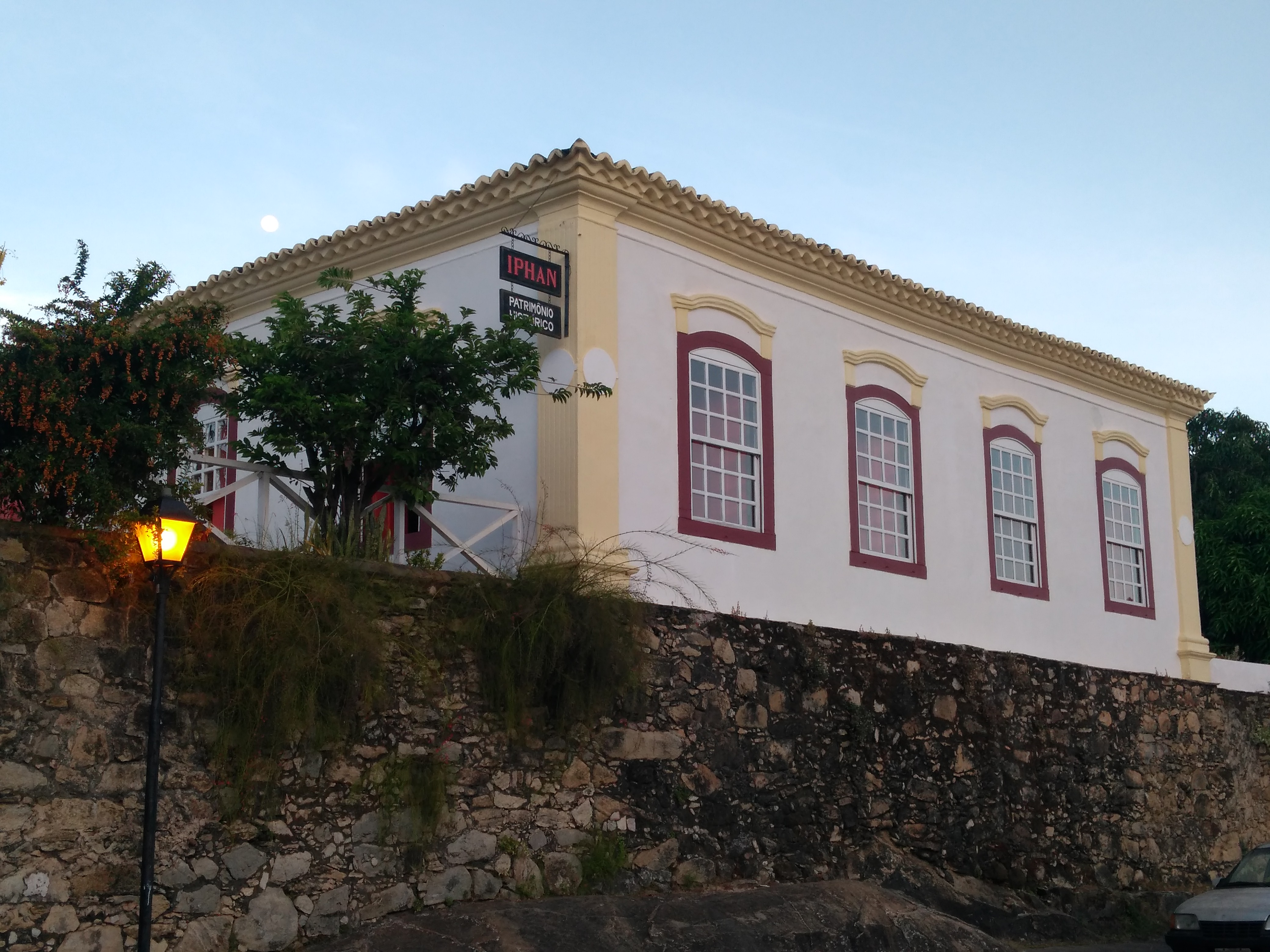
Casa do Bispo
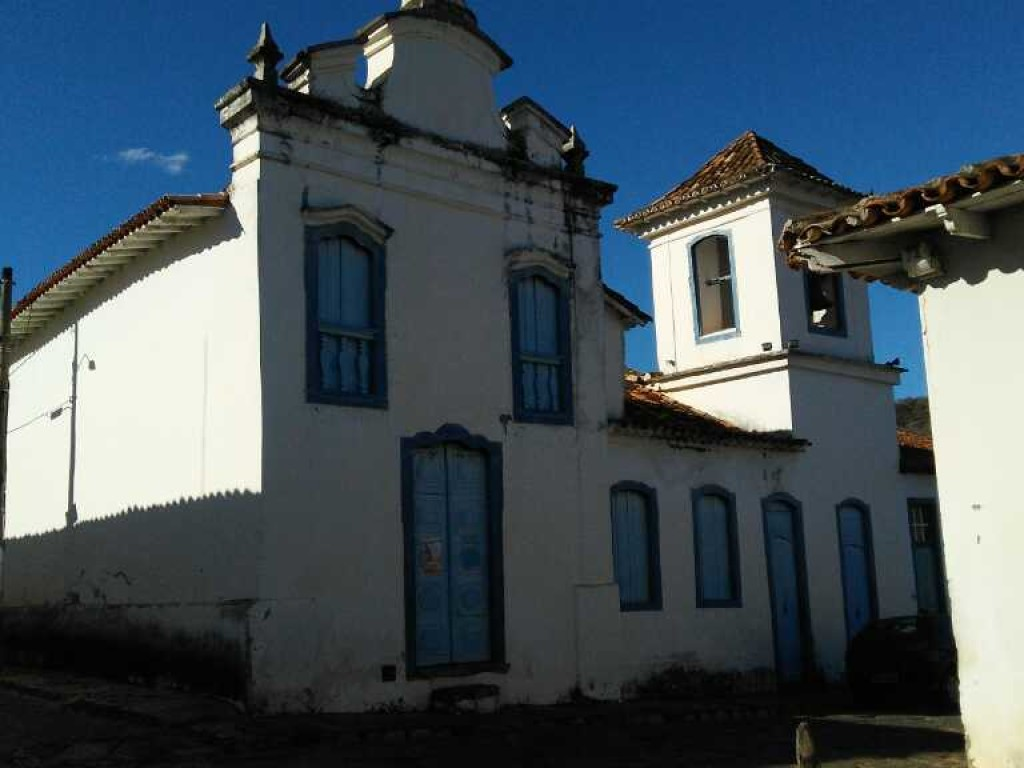
Igreja de Nossa Senhora d'Abadia
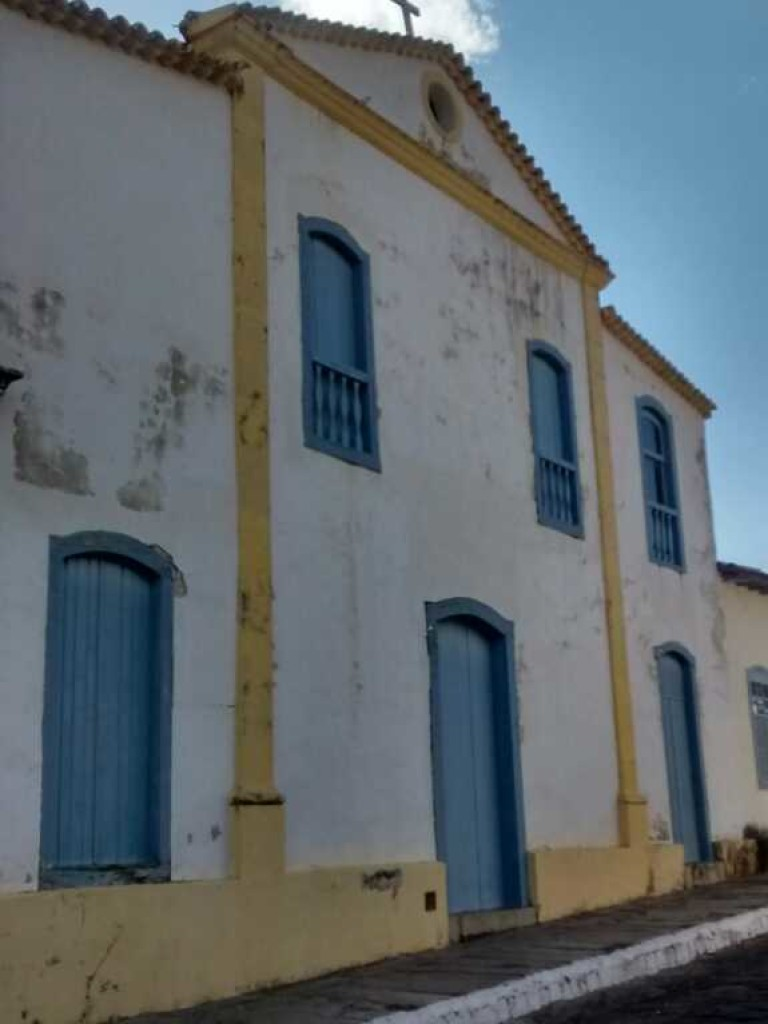
Igreja de Nossa Senhora do Carmo
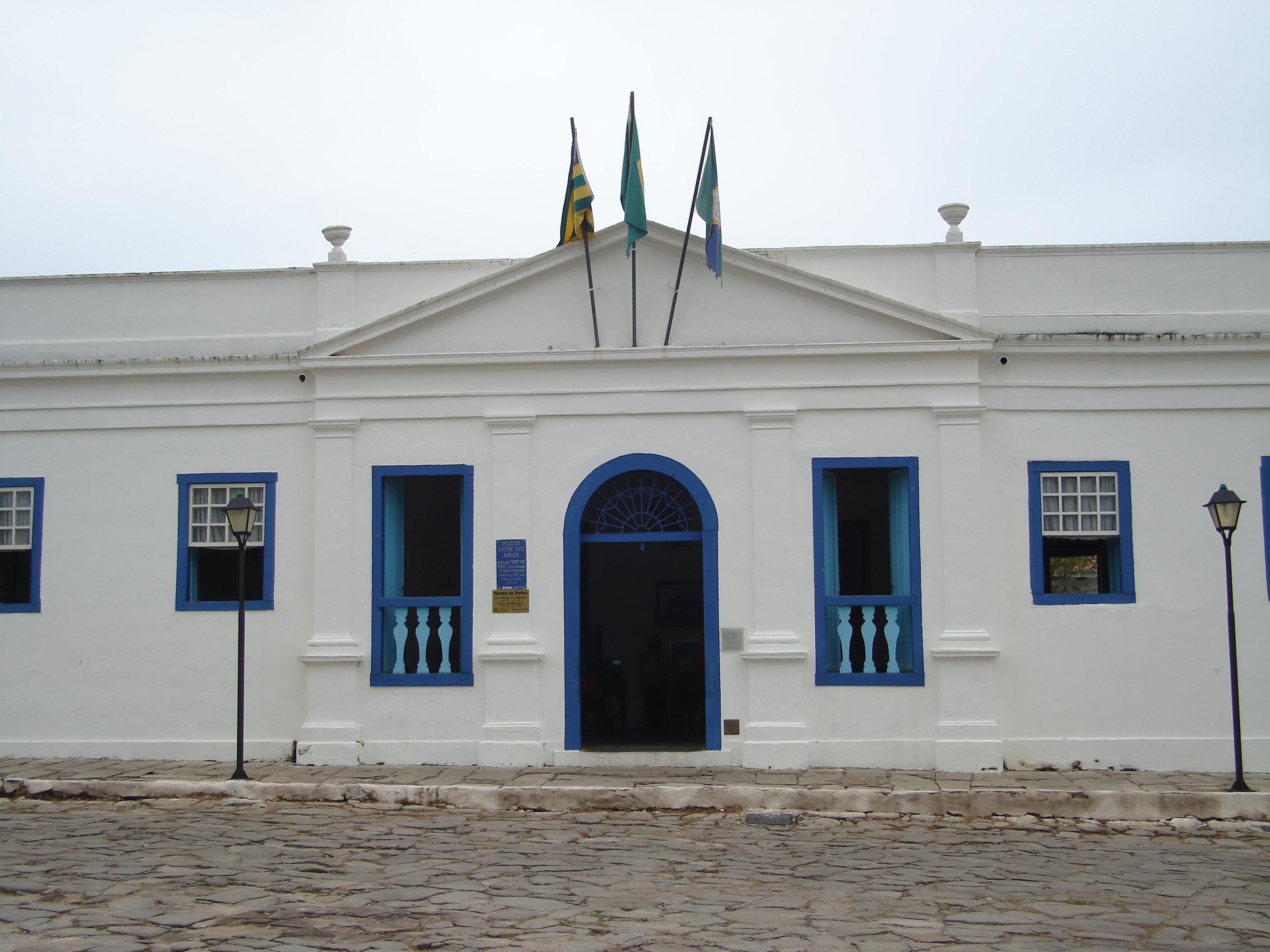
Palácio do Conde dos Arcos
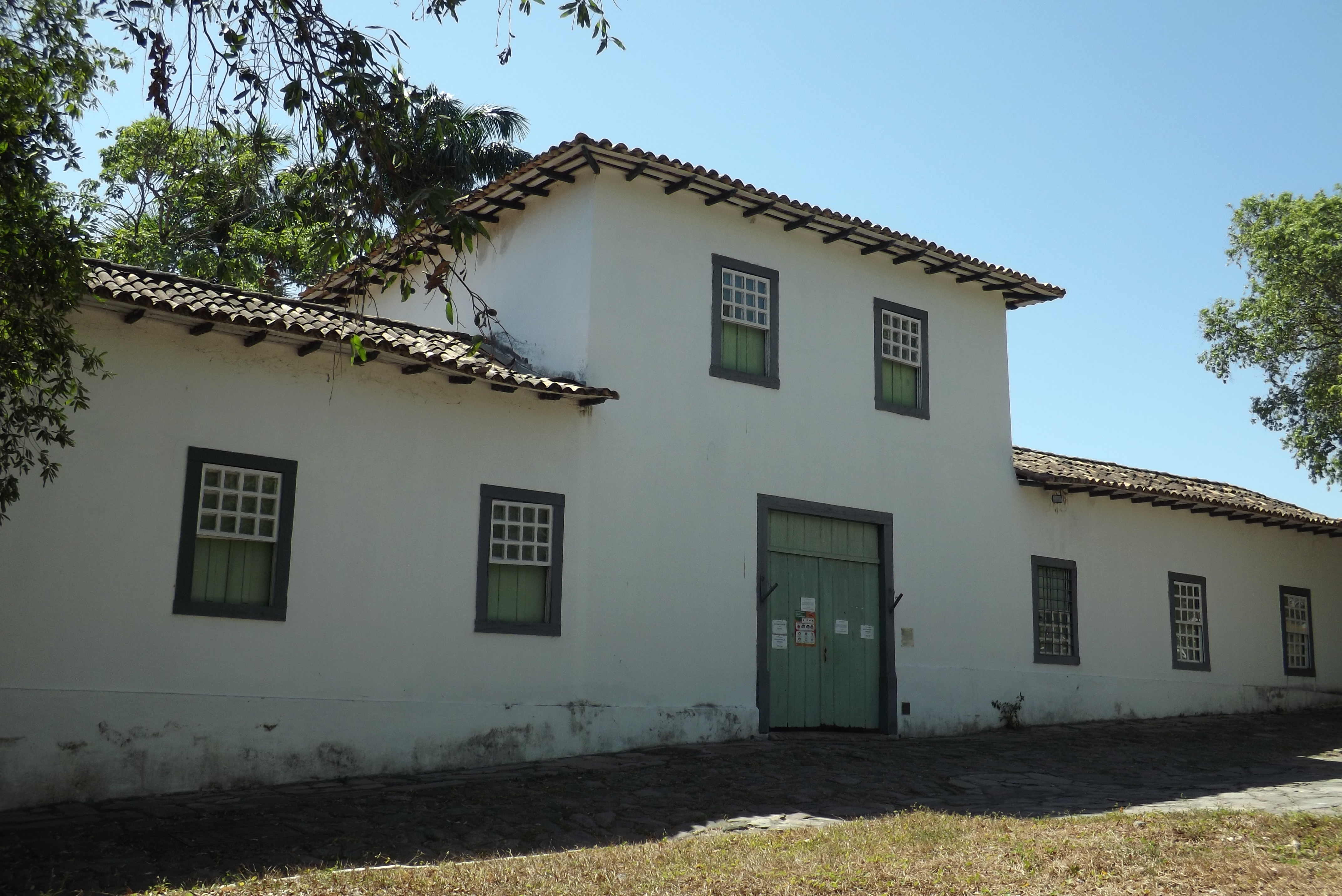
Quartel do XX